# Existens (TV-program)
Existens var ett samhällsprogram från SVT om religion och livsåskådning, som sändes under perioden 4 maj 2000-17 december 2009.
Programledare är Anna Lindman Barsk.
Slutvinjettens musik är Nina Simones Ooh Child från till exempel skivan Here Comes the Sun.

### Fotnoter
1. ↑  ”Existens”. http://smdb.kb.se/catalog/search?q=titel%3AExistens+typ%3Atv&sort=OLDEST. Läst 10 november 2012.